# Jeff Jarrett
Một trong những huyền thoại của TNA, Jeffrey "Jeff" Leonard Jarrett  là đô vật chuyên nghiệp người Mỹ từng thi đấu cho rất nhiều giải đấu khác nhau trước khi thi đấu tại TNA. Ông là đô vật được coi là xuất sắc nhất, thường xuất hiện với cây đàn trên tay.

## Tên gọi khác
- The Chosen One
- Double J
- The King of the Mountain
- Simply Irresistible

## Danh hiệu đã đạt
- American Wrestling Association
- AWA Rookie of the Year award năm 1986
- Continental Wrestling Association
- AWA Southern Tag Team Championship (4 lần) – với Billy Travis (3) và Pat Tanaka (1)
- WA Heavyweight Championship (1 lần)
- CWA International Tag Team Championship (2 lần) – với Pat Tanaka (1) và Paul Diamond (1)
- NWA Cyberspace
- NWA Cyberspace Heavyweight Championship (1 lần)
- Pro Wrestling Illustrated
- PWI Most Inspirational Wrestler of the Year award vào 2007
- Total Nonstop Action Wrestling
- NWA World Heavyweight Championship (6 lần)
- King of the Mountain (2004, 2006)
- United States Wrestling Association
- USWA Heavyweight Championship (1 lần)
- USWA Southern Heavyweight Championship (9 lần)
- USWA Tag Team Championship (15 lần) – với Matt Borne (2), Jeff Gaylord (2), Cody Michaels (1), Jerry Lawler (4), Robert Fuller (4), và Brian Christopher (2)
- USWA Unified World Heavyweight Championship (3 lần)
- World Championship Wrestling
- WCW United States Heavyweight Championship (3 lần)
- WCW World Heavyweight Championship (4 lần)
- World Class Wrestling Association
- WCWA World Light Heavyweight Championship (2 lần)
- WCWA World Tag Team Championship (3 lần) – với Kerry Von Erich (1), Mil Máscaras (1), and Matt Borne (1)
- World Series Wrestling
- WSW Heavyweight Championship (1 lần)
- World Wrestling All-Stars
- WWA World Heavyweight Championship (2 lần)
- World Wrestling Federation
- NWA North American Heavyweight Championship (1 lần)
- WWF European Championship (1 lần)
- WWF Intercontinental Championship (6 lần)
- WWF Tag Team Championship (1 lần) – với Owen Hart
- Wrestling Observer Newsletter awards
- Feud of the Year award in 1992 – với Jerry Lawler đấu với The Moondogs
- Most Overrated Wrestler award vào 2005

## Cuộc sống
Kết hôn với Jill Jarrett, trước khi lấy tên là Jill Gregory và có ba con, nhưng bà không may mất sớm và qua đời vào năm 2007, khi đó mới 37 tuổi.

## Thông số cá nhân
- Chiều cao 6 ft 0 in (1.83 m)
- Cân nặng 230 lb (100 kg/16 st)
- Sinh 1967-04-14 (Đến nay 40 tuổi)
- Tập luyện bởi:
- Jerry Jarrett
- Tojo Yamamoto